# NGC 5248
NGC 5248 (Caldwell 45) est une galaxie spirale intermédiaire située dans la constellation du Bouvier. Sa vitesse par rapport au fond diffus cosmologique est de 1 437 ± 200 km/s, ce qui correspond à une distance de Hubble de 21,2 ± 1,5 Mpc (∼69,1 millions d'al). NGC 5248 a été découverte par l'astronome germano-britannique William Herschel en 1784.
La classe de luminosité de NGC 5248 est II-III et elle présente une large raie HI. Elle renferme des régions d'hydrogène ionisé. De plus, c'est une galaxie active de type Seyfert 2. La luminosité de NGC 5248 dans l'infrarouge lointain (de 40 à 400 µm)  est égale à 1,23 × 1010 {\displaystyle L_{\odot }} (1010,09{\displaystyle L_{\odot }}) et sa luminosité totale dans l'infrarouge (de 8 à 1 000 µm) est de 1,58 × 1010 {\displaystyle L_{\odot }} (1010,20{\displaystyle L_{\odot }}).
Selon la base de données NASA/IPAC, NGC 5248 est une galaxie du champ, c'est-à-dire qu'elle n'appartient pas à un amas ou un groupe et qu'elle est donc gravitationnellement isolée. Ce n'est pas l'avis de Richard Powell qui place cette galaxie dans le groupe de NGC 5248, un groupe de l'amas de la Vierge III.

## Distance de NGC 5248
À ce jour, 17 mesures non basées sur le décalage vers le rouge (redshift) donnent une distance de 13,038 ± 3,995 Mpc (∼42,5 millions d'al), ce qui est à l'extérieur des valeurs de la distance de Hubble.
Cependant, cette galaxie est relativement rapprochée du Groupe local. On obtient souvent des distances assez différentes pour les galaxies rapprochées en se basant sur le décalage en raison du mouvement propre de ces galaxies dans le groupe où l'amas où elles sont situées. Cette valeur est peut-être plus près de la distance réelle de cette galaxie. Notons que c'est avec la valeur moyenne des mesures indépendantes, lorsqu'elles existent, que la base de données NASA/IPAC calcule le diamètre d'une galaxie.

## Morphologie

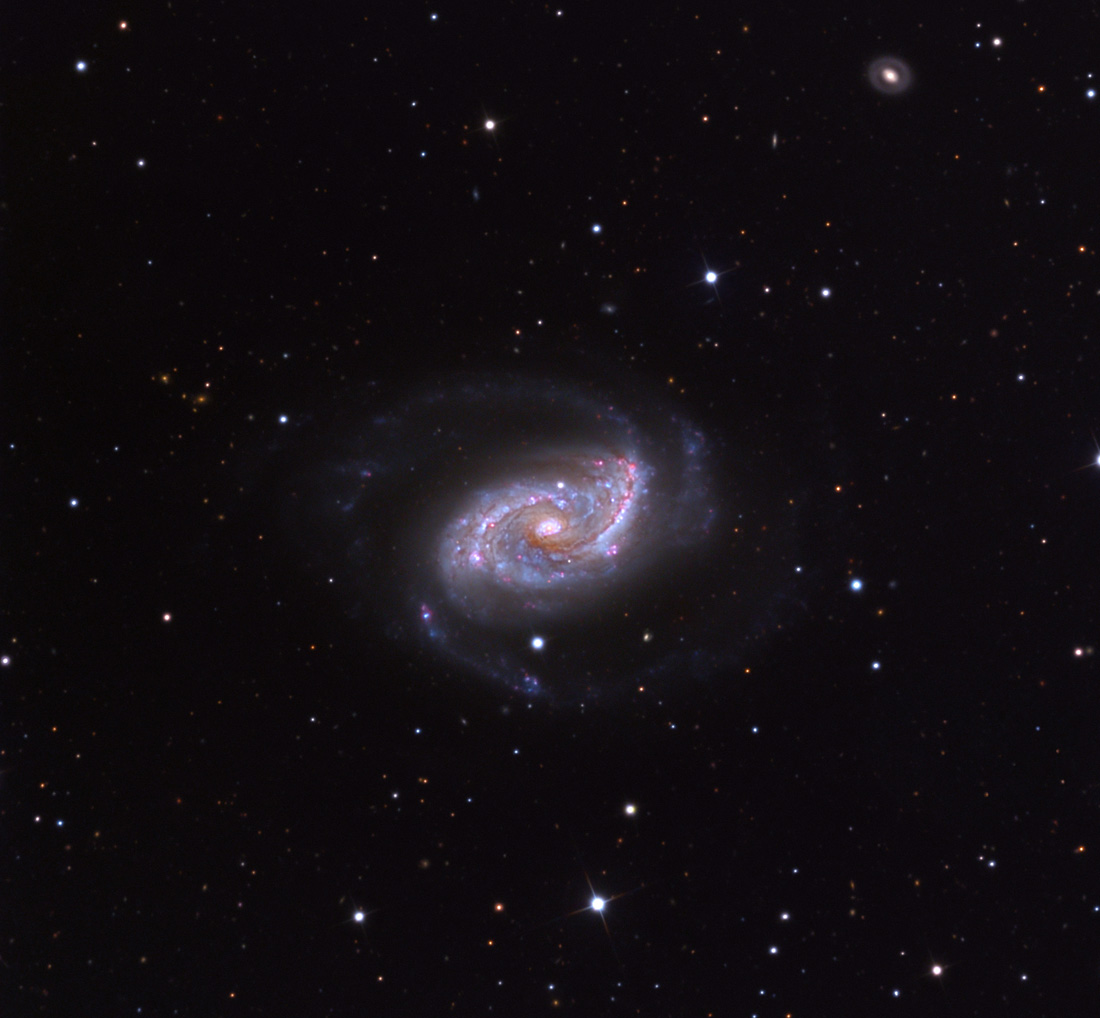
NGC 5248 par Adam Block (Observatoire du mont Lemmon (Université de l'Arizona).

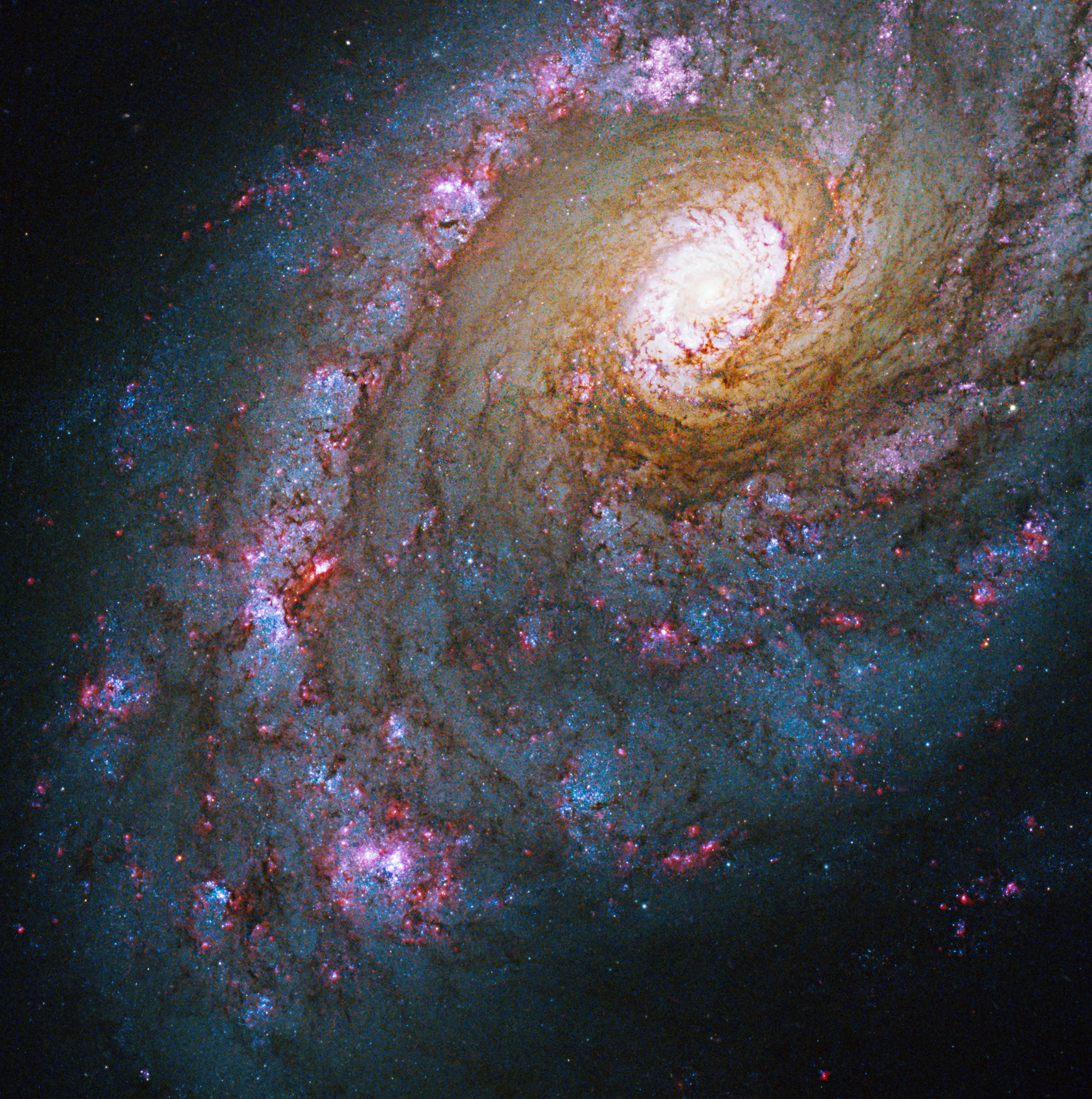
NGC 5248 par le télescope spatial Hubble.

NGC 5248 a été utilisée par Gérard de Vaucouleurs comme une galaxie de type morphologique (R')SAB(rs)bc dans son atlas des galaxies,.
Eskridge, Frogel et Pogge ont publié un article en 2002 décrivant la morphologie de 205 galaxies spirales ou lenticulaires rapprochées. Les observations ont été réalisées dans la bande H de l'infrarouge et dans la bande B (le bleu). Selon Eskridge et ses collègues, NGC 5248 est une galaxie spirale de type S(r)c dans la bande B et de type Sb dans la bande H. Le noyau ponctuel de NGC 5248 est intégré dans une barre large et courte. La structure noyau/barre est au centre d'un bulbe lumineux dont l'angle de position incliné à ~45° par rapport à celui de la barre. Deux bras spiraux asymétriques et bien définis apparaissent dans le disque intérieur. Les bras sont riches en nœuds. Le bras nord se poursuit sur ~90°, puis il se termine brusquement. La luminosité de surface du bras sud diminue aussi après ~90°, mais il est visible au-delà de ce point sur environ 90° supplémentaire avant de disparaître. Surtout du côté ouest, la luminosité de surface du disque est faible et il présente un aspect vaporeux. 

### Un double disque entourant le noyau
Grâce aux observations du télescope spatial Hubble, on a détecté deux disques de formation d'étoiles autour du noyau de NGC 5248. La taille du demi-grand axe de premier disque est de 150 pc (~490 années-lumière) et celle du second de 650 pc (~2 125 années-lumière).

## Trou noir supermassif
Selon une étude publiée en 2009 et basée sur la vitesse interne de la galaxie mesurée par le télescope spatial Hubble, la masse du trou noir supermassif au centre de NGC 5248 serait comprise entre neuf cent mille et 5,1 millions de {\displaystyle M_{\odot }}.

## Groupe de NGC 5248
NGC 5248 est la galaxie la plus brillante d'un petit groupe de galaxies. Selon Richard Powell, le groupe de NGC 5248 comprend deux autres galaxies : UGC 8575 et UGC 8614.

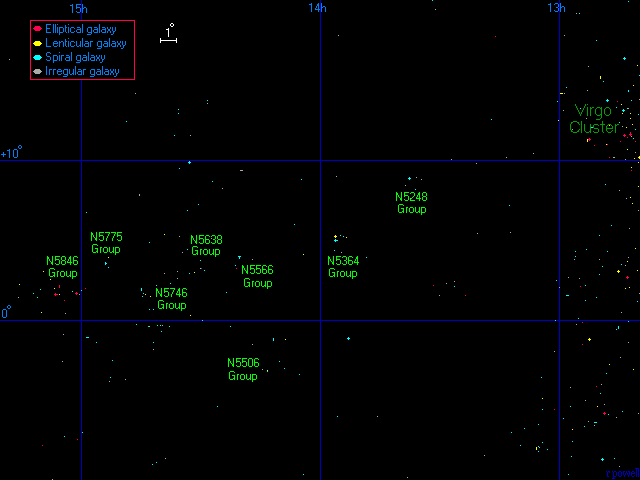
Les sous-groupes du groupe de la Vierge III.

Le groupe de NGC 5248 fait partie de l'amas de la Vierge III. L'amas de la Vierge III comprend huit groupes et 13 galaxies en dehors de ces groupes. Toutes les galaxies de cet amas font partie du superamas de la Vierge.